# Jurassic World: Fallen Kingdom
Jurassic World: Fallen Kingdom er en amerikansk science fiction-film fra 2018, instrueret af J.A Bayona.

## Medvirkende
- Chris Pratt som Owen Grady
- Bryce Dallas Howard som Claire Dearing
- Rafe Spall som Eli Mills
- Justice Smith som Franklin Webb
- Daniella Pineda som Zia Rodriguez
- James Cromwell som Benjamin Lockwood
- Toby Jones som Gunnar Eversol
- BD Wong som Henry Wu
- Isabella Sermon som Maisie Lockwood
- Ted Levine som Ken Wheatly
- Jeff Goldblum som Ian Malcolm